# Islandia (estación)
La estación sencilla Islandia hará parte del sistema de transporte masivo de Bogotá llamado TransMilenio inaugurado en el año 2000.

## Ubicación
La estación está ubicada en el sur de la ciudad, más específicamente sobre la Avenida Ciudad de Cali con calle 70 sur. Se accederá a ella a través de un cruce peatonal semaforizado ubicado sobre la calle 70 sur.
Atenderá la demanda de los barrios Islandia, Paso Ancho y sus alrededores. En las cercanías se encuentra el Colegio Distrital Porfirio Barba Jacob.

## Origen del nombre
La estación recibe su nombre del barrio ubicado al costado occidental. Además, para la asignación del nombre se contó con la participación de la comunidad, quienes sugirieron como esperaban que fuera nombrada.

## Historia
El 15 de octubre de 2020, se adjudicó la construcción de la Troncal Avenida Ciudad de Cali. La troncal contará con 6 nuevas estaciones.

## Servicios de la estación

### Esquema
| ← Sur         |               |               |               |
| Calle 71A Sur | sin servicios | sin servicios | Calle 69B Sur |
|               | Vagón 1       | Vagón 2       |               |
| Calle 71A Sur | sin servicios | sin servicios | Calle 69B Sur |
| Norte →       |               |               |               |

### Servicios urbanos
Así mismo funcionan las siguientes rutas urbanas del SITP en los costados externos a la estación, circulando por los carriles de tráfico mixto sobre la Avenida Ciudad de Cali, con posibilidad de trasbordo usando la tarjeta TuLlave:
| Código | Sector         | Dirección                  | Rutas    |
| ------ | -------------- | -------------------------- | -------- |
| 656A09 | G Río Tunjuelo | Av. C. de Cali - CL 69 Sur | A535 927 |
| 655A08 | G Río Tunjuelo | Av. C. de Cali - CL 69 Sur | G535 927 |

## Ubicación geográfica
| Noroeste: Bosa           | Norte: Bosa | Nordeste: F Bosa Occidental |
| Oeste: Bosa              |             | Este: Bosa                  |
| Suroeste: F Los Laureles | Sur: Bosa   | Sureste: Bosa               |